# Clastoptera salicis
Clastoptera salicis är en insektsart som beskrevs av Doering 1926. Clastoptera salicis ingår i släktet Clastoptera och familjen Clastopteridae. Inga underarter finns listade i Catalogue of Life.